# Sint-Lambertuskerk (Hoogstade)

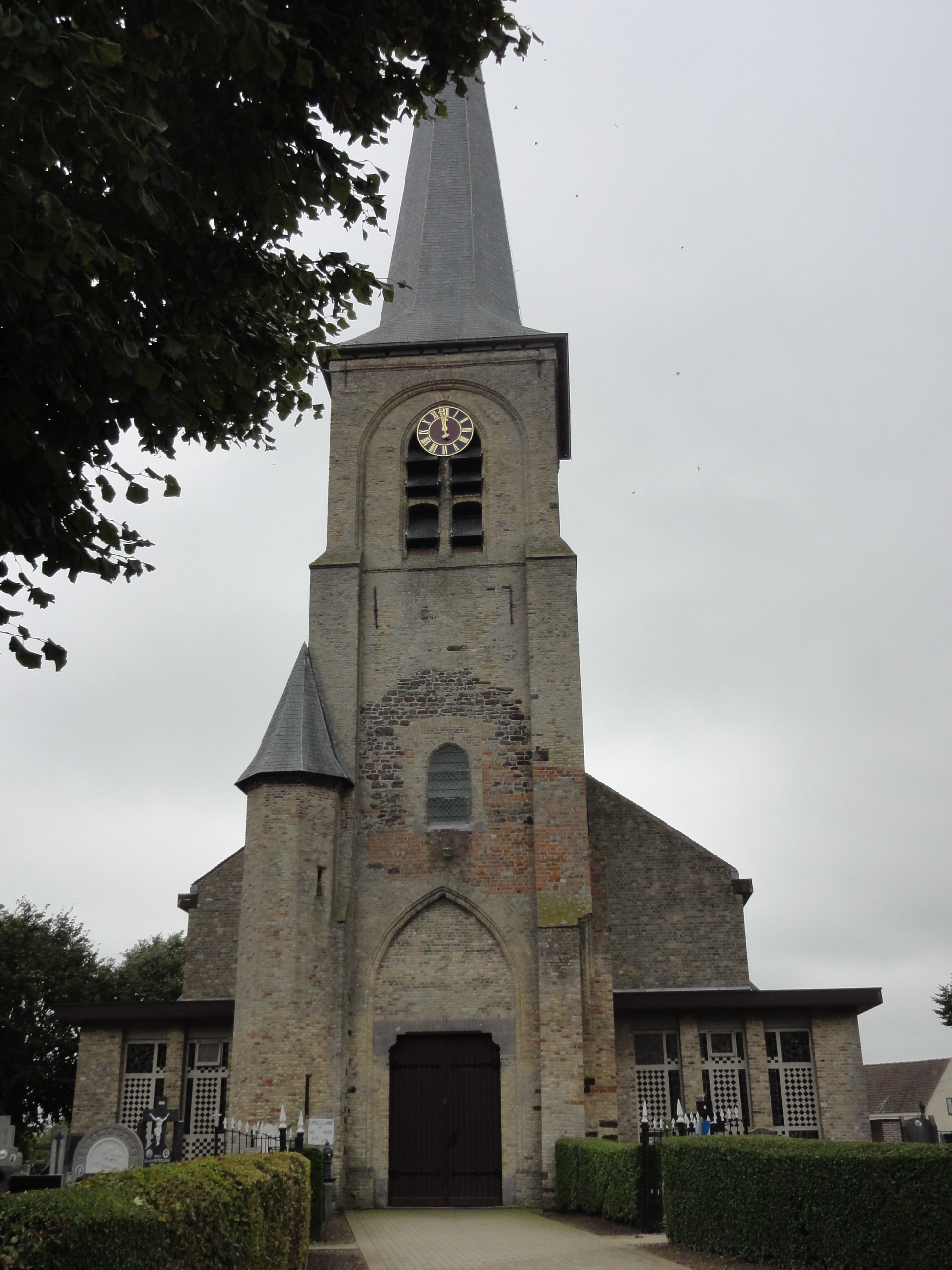
Sint-Lambertuskerk

De Sint-Lambertuskerk is de parochiekerk van de tot de West-Vlaamse gemeente Alveringem behorende plaats Hoogstade, gelegen aan de Hoogstadestraat.

## Geschiedenis
Hier stond een laatgotische kruiskerk met 16e-eeuwse vieringtoren. Deze werd in 1895 gesloopt, waarbij de toren werd gespaard. Ten oosten van de toren verrees een neogotische hallenkerk. Op 20 april 1974 werd deze door brand verwoest. Ook nu bleef de toren gespaard. Luc Allaert ontwierp een nieuwe kerk, waarbij Lionel Holvoet het glas-in-beton vervaardigde.
De 16e-eeuwse toren fungeert nu als aangebouwde westtoren, heeft een neogotisch ingangsportaal en een aangebouwd zeskant traptorentje. De toren wordt gedekt door een ingesnoerde naaldspits.
De kerk wordt omringd door een begraafplaats.